# Här e' ja'
Här e' ja' är ett album av Hasse Andersson & Kvinnaböske Band, släppt 2006. Albumet består av nyinspelningar av hans gamla låtar från 1980-talet. Inspelningarna gjordes i annan stil än i originaltappning.

## Låtlista
1. Annat var det förr
2. Minnet av dig
3. Tankar om natten
4. Stora vita hus
5. Du är så fin
6. Arrendatorns klagan
7. Bjäreland
8. Här e' Ja'
9. Berit
10. Marknadsvarité
11. Septemberkväll
12. Betsy
13. Nicke
14. Jag har skrivit mina sånger
15. Slåtter hos Nils-Mats
16. Sommarbyn
17. Jennys sång
18. Kung Ola

OBS! På första pressningen av Här e' ja' har man råkat lägga spår fyra och fem fel.

### Fotnoter
1. ↑  ”Här e' ja'”. Svensk mediedatabas. 26 februari 2006. http://smdb.kb.se/catalog/id/002705770. Läst 15 juli 2016.